# キン肉マングレート
キン肉マングレート（キンにくマングレート）は、ゆでたまごの漫画『キン肉マン』および、その続編『キン肉マンII世』に登場する架空の人物。

## 主な特徴
初登場は夢の超人タッグ編「パートナー決定!!の巻」。キン肉マンとタッグチーム「マッスル・ブラザーズ」を組み、同じデザインの黒いマスクとタンクトップとパンタロンで身を包み彼の相棒を務めた謎の覆面超人。その正体はキン肉マンの師・プリンス・カメハメ。悪魔六騎士の生き残りアシュラマン、サンシャインの陰謀によりパートナーの見つからないキン肉マンを救うため、宇宙超人タッグ・トーナメントに参戦した。
しかし、大会中にテリーマンの身代わりとなり死亡。カメハメは死ぬ間際に失格処分となっていたテリーマンにグレートマスクを託す。以降テリーマンが2代目キン肉マングレート（公には正体が判明するまでは、初代と同一人物のグレートとして）としてキン肉マンと共に戦う。
『キン肉マンII世 究極の超人タッグ編』では、孤児院「がきんちょハウス」の少年カオスが、宇宙超人タッグ・トーナメント決勝戦を観戦していた際に、偶然手に入れたグレートマスクをかぶり、3代目グレートこと、キン肉マングレートIII（キン肉マングレートスリー）となる。キン肉マンの息子・キン肉万太郎とマッスルブラザーズ・ヌーボーを結成し、究極の超人タッグ戦に出場。その後、決勝戦ではケビンマスクがキン肉マングレートIIIとして闘うことになる。
ゆでたまごの嶋田隆司によると、キン肉マングレートを登場させたのは「スグルとは別タイプのキン肉マンを出したい」「眉のあるキン肉マンを見たかった」という理由からであり、ファイトスタイルも対照的な打撃系になっている」。また「最初からマシンガンズだと順当すぎるので、読者をやきもきさせたくて」「最初からテリーマンと組むのは面白くなかった」という理由もあり、テリーマンと入れ替わるのは最初から予定していたと語っている。

## 『キン肉マン』でのキン肉マングレート

### 初代
悪魔六騎士の生き残りアシュラマン、サンシャインの策謀によりテリーマンら正義超人から友情が奪われ、キン肉マンと敵対。テリーマン、モンゴルマンにタッグ結成を拒否されたキン肉マンの前にカメハメが現れ、彼と同デザインのマスクを被り、キン肉マングレートと名乗って「マッスル・ブラザーズ」を結成し、宇宙超人タッグ・トーナメントに参戦。
当初はその実力を疑われていたが、1回戦第1試合における四次元殺法コンビ（ペンタゴン、ブラックホール）との戦いにおいては華麗なテクニックと冷静な判断でブラックホールを圧倒し、手柄を焦るキン肉マンを諭すなど仲間割れのピンチを脱し、超人界の新しいスターと謳われた。その圧倒的な実力を警戒した他チームの超人たちは、試合を中断。偵察・分析のため、観客席で観戦するという異常事態となった。戦いの中、ブラックホールにより異次元に放り込まれるが、始末に来たブラックホールにキン肉バスターを仕掛けて異次元から脱出し、キン肉マンがペンタゴンに掛けたキン肉ドライバーとドッキングすることによりマッスル・ドッキングを完成させ、1回戦を勝利で飾る。しかし、足のふらつきから観戦していた超人たちに正体はベテラン超人と気付かれ、「長期戦に持ち込めば勝機がある」と確信を持たれる。
その後、観客席にて試合を観戦していたが、第3試合終了後に、完璧超人のヘル・ミッショネルズ（ネプチューンマン、ビッグ・ザ・武道）に敗れリング外に落とされた超人師弟コンビ（ロビンマスク、ウォーズマン）の2人を受け止めるが、この際に足を負傷してしまう。
第4試合、ニュー・マシンガンズ（テリーマン、ジェロニモ）対はぐれ悪魔超人コンビ（アシュラマン、サンシャイン）の試合においては相手が降伏したにもかかわらず、試合の結果を無視した悪魔コンビの攻撃からテリーマンたちを救うために割って入る。ジェロニモを救出し、さらにテリーマンをも救出するが、その時点で体力が尽きてしまいテリーマンの代わりにサンシャインの呪いのローラーに巻き込まれて、瀕死の重傷を負う。
グレートマスクを初めて見せられたキン肉マンが「黒のキン肉マンマスク…!?」と驚いているが、カラー原稿では赤もしくは褐色系の彩色がされていた。その肉体もボディスーツを着用することにより、同じ色となっているが、原作初登場時ではトーンの相違、眉毛がないなどマスクのデザインが異なり、カメハメの体にタンクトップとパンタロンスタイルで登場したが、単行本で修正された。アニメ初登場時はマスクは変更後のデザインであり、ボディスーツを着用してないが、後に着用している。2013年に刊行された復刻版では前述の台詞は赤に変更されている。黒から赤に変えた理由について、嶋田は「中井先生の気まぐれ」と語っている。

### 2代目
瀕死のグレートを控え室まで運んだテリーマンはグレートの正体をカメハメと知り、彼よりグレートのマスクを譲り受けて最期をみとり、2代目としてタッグ・トーナメントに再び参加することとなる（公には正体がバレるまで初代と同一人物と見せかけて戦った）。
2回戦では組み合わせの変更により因縁のはぐれ悪魔超人コンビとの対戦が決定。グレートは今までの正義超人と悪魔超人の決着がつかなかった趣を話し、完全決着のデスマッチを提案する。試合は大勢の超人が囲むランバージャック・デスマッチとなり、試合開始直後はキン肉マンに先発を任され、悪魔コンビからも狙われる。カメハメの華麗なファイトを再現させることができず、マッスル・ドッキングにも失敗し苦悩するが、カメハメの霊によりテリーマンは本来のテキサスファイトを思い出し、カメハメと異なる若さあふれるファイトを発揮。このファイトを見ていたモンゴルマンはキン肉マンと対等な立場になり、中身が入れ替わったと見抜いていた。しかし戦いの中アシュラマンの用意した地獄のキャンバスにより、正義超人に敗れた悪魔超人の亡霊が出現。テリーマンと闘ったことのあるザ・魔雲天が肉体に触れたことにより正体を感付かれる。キン肉マンのフォローにより、亡霊を封じ込めるものの、悪魔コンビのツープラトンによりボディスーツが破れ、カメハメの褐色の肌ではなくテリーマンの白肌が覗く。キン肉マンは正体がカメハメでないことに疑念を抱き始め、グレートは孤立。しかし正義超人のために何度も立ち上がってくるグレートを見て、キン肉マンは共に戦うことを決意。キン肉マンとの連携も復活し、最後はマッスル・ドッキングを成功させ、勝利する。
決勝戦の3本勝負では、ヘル・ミッショネルズの覆面狩りの一番目の標的にされ、ネプチューンマンのソード・ボンバーにより覆面が破け、ブロンドヘアーが露出。正体を察知していた彼の挑発に焦るテリーマンだったが、ヘル・ミッショネルズの攻撃をかわし続け、マッスル・ドッキングによる逆転を決行。強靭な精神力により、覆面狩り予告の時間を稼ぎ、マッスル・ドッキングに出る2人だったが、ミッショネルズのマグネット・パワーの反発によりマッスル・ドッキングを破られる。さらにビッグ・ザ・武道が回収したカメハメの死体を目の当たりにしたテリーマンは動揺、クロス・ボンバーにより覆面を剥がされ正体を晒されてしまう。その後は素顔の「ザ・テリーマン」として闘った。
アニメでは前述以外にも口癖や態度などからテリーマンを連想されたり、彼の恋人・翔野ナツコが登場していたために、テリーマンの姿が見えないことを心配する彼女を（グレートが）安心させる場面などが度々存在した。
総合的にいえば2代目グレートのほうが強さは上と解説されている。当時行われた第3回人気投票では9位にランク入りしたが、回答不能でコメントはなかった。
ゆでたまごによれば、初代グレートの人気が想像以上に高く、そのためテリーマンと入れ替えるのがプレッシャーだったと述べている。

### 謎のグレートIII
オメガ・ケンタウリの六鎗客編の後の新シリーズで、バベルの塔でのリアル・ディールズと超神たちの試合が全て終了した頃に、とある場所でグレートマスクを持つ謎の人物が「今度こそ使命を果たす」と、意味深な言葉を発している。
そして、時間超人五大刻のひとりエクサベーターがアメリカ・カリフォルニア州のモハーヴェ砂漠にある超人製造機"降誕のメガフォン"で誕生させたザ・ガストマンがリングでキン肉マンと対戦しようとする寸前、グレートマスクを被った謎のキン肉マングレートIIIが現れて、高みの見物を決め込もうとしたエクサベーターにお互いにタッグを組んで試合をしようと提案する。突如現れたキン肉マングレートIIIの正体を訝しむキン肉マンに対して正体は明かせないと告げながらも、この場所にいない人物たちの代わりとして参戦したとキン肉マンに告げて一定の信頼を得たことで、互いに結成されたエクサベーターとザ・ガストマンのタッグ「インダストリアルレボリューションズ」VSキン肉マンとキン肉マングレートIIIのタッグ「マッスル・ブラザーズIII」の試合が開始される。

### 主要対戦成績
- タッグマッチ
  - ○四次元殺法コンビ（ペンタゴン / ブラックホール、マッスル・ドッキング）
  - ○はぐれ悪魔コンビ（アシュラマン / サンシャイン、マッスル・ドッキング）
  - ○ヘル・ミッショネルズ（ネプチューンマン / ビッグ・ザ・武道→ネプチューン・キング、3本勝負で2-1）
    - ×1本目（クロス・ボンバー）

## 『キン肉マンII世』でのキン肉マングレート

### 3代目
『キン肉マンII世 究極の超人タッグ編』にて登場。超人オタクの少年カオスが、3代目キン肉マングレート・キン肉マングレートIIIとなる。頭頂部はネプチューンマンのソード・ボンバーにより破れたためカオスの長髪が覗いているのが特徴。
ネプチューンマンに奪われ、天井のマントに貼り付けられたマスクのコレクションに貼り付いたかと思われたグレートマスクだったが、一陣の風が吹いて観客席に飛んで行き、試合を見に来ていたカオスの手により回収され、彼の一番のコレクションとして保管されていた。時間超人ライトニングとサンダーにより消滅の危機にある親友ケビンマスクを救うため未来から来た新世代超人であるキン肉万太郎のパートナーに選ばれたカオスは厳しい審査を通るためにこのマスクを被る。
選手入場にて緊張したカオスはリングインで転倒し、顰蹙を買うもののロビンマスクに手を差し伸べられる。その後、彼はロビンに手作りのフィギュアを送り、ヘルズベアーズのマイケルにカメラを持たせ、ロビンやキン肉マン、ネプチューンマンと写真を撮り、テリーマンにサイン（オートグラフ）を求め、モンゴルマンの顔拓を採取するなどのファンとしての行動を取り始め、睨まれてしまう。
チーム過多により行われた間引きバトルロイヤルでは時間超人にフィギュアを潰された怒りで挑みかかるも、軽くあしらわれ、グレートは「素人超人」の疑惑が浮上する。時間超人から離脱するものの次はヘル・イクスパンションズ（ネプチューンマン、セイウチン）に狙われ始める。カオスは自身も気付かない潜在能力でネプチューンマンを投げる。多くの超人たちが見逃した中、新世代超人の火の玉・飛爺隊（イリューヒン、バリアフリーマン）は彼の潜在能力に目をつけ始める。立ち上がったネプチューンマンたちに圧倒され、パートナーの万太郎が遂にはオプティカルファイバー・クロスボンバーの餌食になるかと思われたグレートだったが、火の玉・火爺隊が彼を助け、彼らに望みを託して顔を剥がされる。
バトルロイヤル終了後、超人同士の闘いに恐怖したカオスが逃亡し、パートナー不在の危機になるかと思われた万太郎だったが、イケメン・マッスルが抽選会の間だけマスクを被りパートナーを代行する。モーツァルトヘアーと肥満体で、グレートの正体がばれてしまいそうになるもの、戦う決意を固めたカオスとすんでのところで交代する。
1回戦Bブロックで行われた地獄のカーペンターズ（デーク棟梁、ザ・プラモマン）戦では無理に先鋒を任されるも、万太郎のアドバイスもあり、デーク棟梁からダウンを奪う。続くプラモマンの変身術に苦戦する万太郎の前に再び逃げ出そうとするが、イケメンたちの声援もあり、持ち前の知識と機転でこれを切り抜ける。最後はマッスル・ドッキングで勝負に出ようとする万太郎だったが、実際の超人相手にキン肉バスターをかけたことがないカオスはこれに失敗する。最後は万太郎が棟梁をマッスル・GでKO、続いてカオスがパワーボムでプラモマンをKOし、1回戦を勝利する。この時、万太郎は棟梁から握手を求められ、「あの泣き虫はまだまだ伸びる」との称賛を受けている。
2回戦では伝説超人である2000万パワーズ（バッファローマン、モンゴルマン）との試合が決定。鉄条網と金網が熱されたバーニングコートケージ・デスマッチで戦う。先発に出たカオスがモンゴルマン相手に健闘するも、流血したモンゴルマンを見て、父の姿を思い出し恐怖。万太郎との連携も合わず、万太郎からも「超人と人間では合わない」と三行半を突き付けられる。カオスは2000万パワーズの攻撃に傷つき倒れるも、懐から自分の記憶の鍵・ジャッジメント・キーがこぼれおちる。自分の記憶を取り戻す決意を固めたカオスは鍵を頭に差し込み、記憶を復活させる。それと同時にグレートマスクもボディスーツも吹き飛び、カオス・アヴェニールとして覚醒する。
四散したグレートマスクは、カオスの育ての親である「がきんちょハウス」のマザーにより回収され、裁縫により繋ぎ合わされる。

### 決勝戦
「がきんちょハウス」で保管されていたグレートマスクは、何者かに奪われてしまう。
究極の超人タッグ戦の決勝戦、世界五大厄（ライトニング、サンダー）にカオスを失い一人で立ち向かい、ピンチに陥った万太郎の前に、グレートマスクを着けた謎の超人が救出に現れる。何者かに奪われたキン肉マングレートマスクを身に着けた超人を万太郎はカオスだと思い、復活を喜ぶが、その復活に疑問を抱いた世界五大厄の審判により正体が見破られる。その正体は、母であるアリサが生命の危機を脱したことで消滅を免れたケビンマスクで、富士の樹海をさ迷っていたところをロビンらにより発見され、リハビリを行い復活した後、万太郎のコンビとして受け入れるように「がきんちょハウス」からキン肉マンが持ち出したグレートマスクを身に着けた姿である。しかし、審判により正体が知られたことにより、万太郎はケビンとのタッグの受け入れを拒否したが、キン肉マンの言葉とケビンが土下座をしてまでの願いに受け入れることとなった。
裁縫によりマスクはつぎはぎされているが、カオス同様頭頂部から長髪が覗いている。世界五大厄によりボディスーツは破られたが、マスクは首技を強引に抜こうとした際に脱げたため、破れず無事だった。

### 主要対戦成績
- タッグマッチ
  - ○地獄のカーペンターズ（デーク棟梁 / ザ・プラモマン、パワーボム）
  - ○2000万パワーズ（バッファローマン / モンゴルマン、マッスル・エボルシオン）
  - ○ザ・マシンガンズ（キン肉マン / テリーマン、マッスル・エボルシオン）

## 得意技

### シングル技
マーシャルアーツキック
相手に背を向けた状態で飛び上がり、後方宙返りしながら放つキック。カメハメが使用したキン肉マングレートを代表する技であり、テリーマン、カオス共に当初は失敗していたが、後に使用可能とした。
ローリング・ソバット
横回転しながら飛び上がり、後ろ蹴りを放つ。
ラウンディング・ニールキック、サマーソルト・キック
キン肉マングレートの得意技とされる蹴り技。
バック・フリップ
キン肉マングレートの技。元はカメハメの「52の関節技」だが、本編未使用。
グレートパイン・ツリー
iアプリゲーム『キン肉マン☆超人コロシアム』でのキン肉マングレートの必殺技。
スピニング・トーホールド
仰向けに寝ている相手の片足を取り、自分の足を差し込んで締め上げる関節技。テリーマンが最も得意とする技であり、2代目キン肉マングレートが使用（アニメでは「アメリカでも修行したことがある」と発言しながら使用）。この体勢から差し込んだ足を軸にして自ら回転することで、さらに威力が増す。
ネプチューンマンに使用した際は、正体を裏付ける結果になるといわれ技を解いてしまう。
テキサス・コンドルキック
両腕を広げ、空中から斜め角度で荒鷲のごとく膝蹴りで襲い掛かる打撃技。2代目キン肉マングレートが使用。
キング・ジャーマンスープレックス
カオスが得意とする、美しいブリッジを描くジャーマン・スープレックス。ケビンが扮した際に使用したが、人差し指を伸ばして合わせた状態で放つわずかな違いがある。

### タッグ技
いずれもマッスル・ブラザーズとしてのツープラトンである。マッスル・ドッキング以外は2代目キン肉マングレートが使用。
マッスル・ドッキング
キン肉バスターとキン肉ドライバーを合体させた技である。
その威力は個人がそれぞれの技を決めた時の10倍の破壊力を誇る。
マッスル・ソルト
キン肉マンの汗が冷えて固まったことによりできた塩を浴びせる。悪霊となった悪魔超人たちに使用した。
マッスル・ローリング
キン肉マンがグレートに飛び乗り、肩車の体勢からそのまま前転し相手を引き潰す。
ダブル・コンドル・キック
上記の状態から上に飛び上がり、2人に別れテキサス・コンドル・キックを食らわせる。
マッスル火玉弾（マッスルかぎょくだん）
グレートがロープに絡まり、キン肉マンが弓のように引っ張って発射することによる体当たり。

## プロフィール
- 種別 - 正義超人
- 出身 -  アメリカ[16]（初代、2代目）
- 身長体重 - 185[1]→190cm 90[1]→95kg[16]（初代、2代目）
- 超人強度 - 95万パワー[1][16]（初代、2代目）

### 異名
- 初代キン肉マングレート
  - 正体不明な技巧派超人[17]
- 2代目キン肉マングレート
  - 疑惑のマスクマン[18]
  - カメハメの意思を継ぐ者[19]
  - 受け継がれる意思[20]
  - 文句なしの実力者[20]
- キン肉マングレートIII
  - 鉄の絆[20]

### 個人タイトル歴
- 宇宙超人タッグ・トーナメント[16]

## 声優
アニメではカメハメ役を演じた蟹江栄司が担当していたが、97話にて正体がテリーマンと入れ替わった後は田中秀幸が担当。低めの老人声を意識した演技をしている。蟹江は1985年10月に死去したため、ゲーム版では当初カメハメを演じていた佐藤正治が初代グレートを担当している。
初代
蟹江栄司
- テレビアニメ『キン肉マン』
- テーマソング

佐藤正治
- ゲーム『キン肉マン ジェネレーションズ』
- ゲーム『キン肉マン マッスルジェネレーションズ』

2代目
田中秀幸
- テレビアニメ『キン肉マン』
- ゲーム『キン肉マン ジェネレーションズ』『キン肉マン マッスルジェネレーションズ』

## テーマソング
偉大な魂
歌 - 串田アキラ / セリフ - 蟹江栄司（キン肉マングレート） / 作詞 - 森雪之丞 / 作曲 - 風戸慎介 / 編曲 - 石田勝範

## コンピュータゲーム
ゲームでは初代・2代目に分かれ、2代目にアニメカラーが割り当てられることもある。
『キン肉マン ジェネレーションズ』など『キン肉マンII世』以後のゲームでは、タッグチームを組むキャラクターによっては特定のチーム名が付けられる。
- ザ・マシンガンズ - キン肉マン
- ニューマシンガンズ - ジェロニモ
- ザ・グレートテキサンズ - 2代目キン肉マングレート、またはテリー・ザ・キッド

ザ・マシンガンズ、ニューマシンガンズを除いてはゲーム独自の名称である。
『キン肉マンII世 超人聖戦史』では属性ゲージが一定以上なら仲間にできる。主人公がアメリカ出身あるいは関節タイプであれば弟子入りし、「バック・フィリップ」もしくは「テキサス・クローバーホールド」を習得できる。
『キン肉マン マッスルグランプリ』では、テリーマンの2Pカラー（同じキャラクター同士で対戦するための色違いキャラクター）として2代目キン肉マングレートが登場する。